# Kanton Rijsel-5
Kanton Rijsel-5 (Frans: Canton de Lille-5) is een kanton in het Franse Noorderdepartement. Het kanton maakt deel uit van het arrondissement Rijsel. Het kanton Rijsel-5 bestaat uit slechts één gemeente (gedeeltelijk): gedeelte van de gemeente Rijsel (Frans: Lille).  Het kanton is in 2015 gevormd uit gedeelten van de voormalige kantons: kanton Rijsel-Zuid, kanton Rijsel-Zuid-Oost en kanton Rijsel-Centrum.

## Gemeenten
Het kanton Rijsel-5 bevat de volgende gemeenten:
- Rijsel (Frans: Lille) (gedeeltelijk) (hoofdplaats)